# Fahim Miguel Sawan
Fahim Miguel Sawan (Miguelópolis, 6 de junho de 1960) é um médico e político brasileiro com atuação política no estado de Minas Gerais. Foi deputado estadual em Minas Gerais de 2003 até 2011. Em 2013 assumiu a Secretaria Municipal de Saúde de Uberaba, no governo de Paulo Piau.
Ficou afastado da assembleia no período de 2 de fevereiro a 4 de abril de 2007, quando ocupou o cargo de Secretário de Estado de Esportes e da Juventude.